# Nickelodeon Kart Racers
Nickelodeon Kart Racers — гоночная игра 2018 года, разработанная Bamtang Games. В Северной Америке издателем игры выступила компания GameMill Entertainment, а в Европе — Maximum Games. Nickelodeon Kart Racers представляет собой кроссовер персонажей Nickelodeon, появившихся в следующих мультсериалах: «Губка Боб Квадратные Штаны», «Эй, Арнольд!», «Черепашки-ниндзя» и «Ох уж эти детки!». Релиз игры состоялся 23 октября 2018 года в США и 26 октября 2018 года в Европе для платформ Nintendo Switch, PlayStation 4 и Xbox One. В октябре 2020 года вышел сиквел под названием Nickelodeon Kart Racers 2: Grand Prix.

## Геймплей
В Nickelodeon Kart Racers присутствуют 12 персонажей из таких мультсериалов как: «Губка Боб Квадратные Штаны», «Эй, Арнольд!», «Черепашки-ниндзя» и «Ох уж эти детки!». Действие разворачивается на 24 трассах и 8 аренах, основанных на культовых местах из мультсериалов Nickelodeon.
Кроме того, в игру добавлен кооперативный режим, в котором два игрока могут использовать молот, чтобы замедлить другую вражескую команду и получить преимущество. Игрок в состоянии настраивать карты и собирать на трассах бонусы. Детали от картов, включая: шины, двигатели, спойлеры, гидроциклы и альтернативные цвета, можно приобрести с помощью монет, собранных на трассах. На трассах добавлены режимы слалома и устранения.

## Персонажи
«Эй, Арнольд!»
- Арнольд Шортмэн
- Хельга Патаки

«Ох уж эти детки!»
- Томми Пиклз
- Анжелика Пиклз
- Рэптар

«Губка Боб Квадратные Штаны»
- Губка Боб Квадратные Штаны
- Патрик Стар
- Сэнди Чикс

«Черепашки-ниндзя»
- Леонардо
- Донателло
- Микеланджело
- Рафаэль

## Разработка
О разработке игры было объявлено 25 июля 2018 года. Выход трейлера состоялся 13 сентября 2018 года.

## Критика
| Сводный рейтинг    | Сводный рейтинг                        |
| Агрегатор          | Оценка                                 |
| ------------------ | -------------------------------------- |
| Metacritic         | 42/100 (PS4) 41/100 (NS) 49/100 (XONE) |
| Иноязычные издания |                                        |
| Издание            | Оценка                                 |
| Nintendo Life      | 3/10                                   |
| OXMUK              | 5/10                                   |

Nickelodeon Kart Racers получила «преимущественно негативные» отзывы на всех платформах в соответствии с агрегатором обзоров Metacritic.
Nintendo Life поставил игре 3/10, раскритиковав список персонажей, состоящий лишь из двух-четырёх персонажей из четырёх различных мультсериалов, сетуя на отсутствие персонажей из других популярных шоу Nickelodeon, таких как: «Волшебные покровители», «Захватчик Зим», «Приключения Джимми Нейтрона, мальчика-гения», «Аватар: Легенда об Аанге». Также критике подверглось отсутствие озвучивания. PlayStation LifeStyle дал игре 5,5/10, заявив, что «несмотря на обилие контента и занятные отсылки, которые хорошо интегрируются с некоторыми довольно солидными гонками, плохая визуализация и неудачный режим устранения оставляют желать лучшего. Если вы принимаете игру такой, какая она есть, то определённо получите долю веселья, однако её недостатки раздражают настолько, что требуют существенных работ над ошибками».
Крис Рэй из Wccftech раскритиковал версию для PlayStation 4, поставив ей 2/10 и отметив: «из-за примитивных визуальных эффектов, ужасного дизайна и низкого качества звука, а также слабого картинга, эта игра определённо не для вас». Крис Компендио из DualShockers поставил версии для Nintendo Switch аналогичную оценку, назвав ее «грехом, замаскированным под видеоигру, за который мы все хотим получить прощение».